# 新莊義山宮
新莊義山宮，又稱橋頭大王廟，是位於臺灣高雄市橋頭區新莊里的一間三山國王廟，為新莊里民的信仰中心，創建於明鄭時期，咸豐二年（1852年）重建。與九甲圍義山宮、三德三山宮並為兄弟廟。

## 祀神
主祀:三山國王
陪祀:福德正神、註生娘娘、護法禪師、田都元帥（宋江爺）、中壇元帥、虎爺、太歲星君

## 外部連結
- 新莊義山宮的Facebook專頁